# Afromethia brandbergensis
Afromethia brandbergensis är en skalbaggsart som beskrevs av Karl Adlbauer 2000. Afromethia brandbergensis ingår i släktet Afromethia och familjen långhorningar. Inga underarter finns listade i Catalogue of Life.